# Gilbert Desmet

Desmets Gelbes Trikot im Radsportmuseum Koers in Roeselare

Gilbert Desmet (* 3. Februar 1931 in Roeselare; † 1. Juli 2024) war ein belgischer Radrennfahrer. Vor seinem Tod im Alter von 93 Jahren war er der älteste lebende Träger des Gelben Trikots der Tour de France.

## Sportlicher Werdegang
Gilbert Desmet war von 1952 bis 1967 Profi. Zuvor startete er ein Jahr als Unabhängiger. In diesen Jahren errang er 101 Siege, darunter bei Paris–Tours, Kuurne–Brüssel–Kuurne (beide 1958), bei La Flèche Wallonne sowie der Meisterschaft von Flandern (beide 1964). Viermal gewann er den Grote Prijs Briek Schotte ist damit Rekordsieger bei diesem Rennen sowie dreimal den Omloop van het Houtland, was ebenfalls Rekord ist, den er sich allerdings mit André Maelbrancke und Etienne De Wilde teilte. 1966 gewann er den Grand Prix d’Orchies.
Sechsmal startete Desmet bei der Tour de France. 1956 trug er das Gelbe Trikot zwei Etappen und 1963 zehn Etappen lang. 1962 wurde er Vierter der Gesamtwertung und 1964 Achter. Bei den Monumenten des Radsports erreichte er 1959 den 3. Platz in der Flandern-Rundfahrt.
Während und nach seiner Radsportlaufbahn betrieb Desmet das Café Paris–Tours in Lichtervelde. 2021 wurde die Sporthalle in diesem Ort, dessen Ehrenbürger er war, nach ihm Sportcentrum Gilbert Desmet benannt.
Gilbert Desmet war nicht verwandt mit dem gleichnamigen Radrennfahrer (* 1936) aus dem belgischen Nazareth.

## Erfolge (Auswahl)
1958
- eine Etappe Vuelta a Espana
- Kuurne–Brüssel–Kuurne
- Paris–Tours

1960
- eine Etappe Paris–Nizza
- Meisterschaft von Flandern

1962
- eine Etappe Tour de Suisse

1963
- zwei Etappen Vier Tage von Dünkirchen

1964
- La Flèche Wallonne
- eine Etappe Luxemburg-Rundfahrt
- Vier Tage von Dünkirchen

1965
- eine Etappe Critérium du Dauphiné Libéré

## Grand Tour-Platzierungen
| Grand Tour            | 1956 | 1957 | 1958 | 1959 | 1960 | 1961 | 1962 | 1963 | 1964 | 1965 |
| --------------------- | ---- | ---- | ---- | ---- | ---- | ---- | ---- | ---- | ---- | ---- |
| Vuelta a EspañaVuelta | –    | –    | 12   | –    | –    | –    | –    | –    | –    | –    |
| Giro d’ItaliaGiro     | –    | –    | –    | –    | DNF  | DNF  | –    | –    | –    | –    |
| Tour de FranceTour    | 21   | –    | DNF  | –    | –    | –    | 4    | 44   | 8    | 48   |